# Enneapterygius atriceps
Enneapterygius atriceps är en fiskart som först beskrevs av Jenkins, 1903.  Enneapterygius atriceps ingår i släktet Enneapterygius och familjen Tripterygiidae. Inga underarter finns listade i Catalogue of Life.